# Ефект Даннінга — Крюґера
Ефе́кт Да́ннінга — Крю́ґера (ефект профана) — когнітивне упередження, яке полягає в тому, що люди з низькою кваліфікацією роблять помилкові висновки та ухвалюють невдалі рішення, але їхня некомпетентність не дозволяє їм це усвідомити. Через це вони зверхні щодо інших, вважають свої здібності вищими за пересічні. Це призводить до того, що менш компетентні завищують свої здібності щодо тих, у кого вони насправді вищі. Також є й зворотний ефект: люди з високою кваліфікацією можуть недооцінювати свої здібності.
Як описують соціальні психологи Девід Даннінг і Джастін Крюгер, упередження є результатом внутрішньої ілюзії у людей з низькими здібностями та зовнішнього неправильного сприйняття у людей з високими здібностями; тобто «неправильне калібрування некомпетентних пов'язане з помилкою щодо себе, тоді як неправильне калібрування висококомпетентних пов'язане з помилкою щодо інших». Це пов'язано з когнітивним упередженням ілюзорної переваги та походить від нездатності людей усвідомити свою низьку кваліфікацію. Без самосвідомості метапізнання люди не можуть об'єктивно оцінити рівень своєї компетентності.
Ефект, або оригінальне пояснення ефекту Даннінгом і Крюґером, було піддано сумніву статистичним аналізом та порівнянням між культурами[джерело?].

## Гіпотеза
Феномен показано в серії експериментів, що їх здійснили Джастін Крюґер (англ. Justin Kruger) та Девід Даннінг (англ. David Dunning). Результати надруковано в англ. Journal of Personality and Social Psychology у грудні 1999 р..
Крюґер та Даннінг звернули увагу на низку попередніх досліджень, зокрема й Дарвінівське «невігластво частіше дає впевненість, аніж знання».
Вони висунули гіпотезу, що для людей з пересічним рівнем компетентності є характерним наступне:
1. некомпетентні люди схильні до переоцінки власних здібностей;
2. некомпетентним людям не вдається розпізнати справді високі здібності компетентних;
3. некомпетентним людям не дано усвідомити свою некомпетентність;
4. якщо некомпетентні люди проходитимуть відповідну підготовку та освітні курси для підвищення рівня власної компетентності, то зможуть усвідомити рівень своєї попередньої некомпетентності;

Гіпотезу Крюґера і Даннінга критикували інші психологи. У відповідь на критику автори опублікували 2008 року статтю, у якій відповіли на такі закиди.

## Дослідження
Психологічний феномен ілюзорної переваги був ідентифікований як форма когнітивної упередженості в дослідженні Джастіна Крюґера і Девіда Даннінга 1999 року «Некваліфікований і несвідомий: як труднощі з розпізнаванням власної некомпетентності призводять до завищеної самооцінки».
Інші дослідження цього явища, такі як «Чому люди не можуть усвідомити власну некомпетентність», вказують на те, що неправильна самооцінка компетентності походить від незнання людиною стандартів виконання певної діяльності. Дослідження Даннінга та Крюґера також вказують на те, що тренувальні завдання, наприклад, розв'язування логічної головоломки, збільшує здатність людей точно оцінювати, наскільки вони вправні в цьому.
У книзі «Self-insight: Roadblocks and Detours on the Path to Knowing Thyself» Даннінг описав ефект Даннінга — Крюґера як «анозогнозію повсякденного життя», посилаючись на неврологічний стан, при якому інвалід або заперечує, або, здається, не усвідомлює власної інвалідності. Він заявив: «Якщо ви некомпетентні, ви не можете знати, що ви некомпетентні… Навички, які вам потрібні, щоб дати правильну відповідь, — це саме ті навички, які вам потрібні, щоб розпізнати, що таке правильна відповідь».
У 2011 році Даннінг описав свої спостереження про те, що людям зі значним, вимірним дефіцитом знань або досвіду не вистачає здатності розпізнати ці недоліки, і тому, попри потенційну помилку за помилкою, схильні вважати, що вони працюють компетентно, коли це не так: «Одним словом, ті, хто некомпетентний, через відсутність кращого терміну, повинні мати мало розуміння своєї некомпетентності — твердження, яке стало відоме як ефект Даннінга — Крюґера». У 2014 році Даннінг і Хельцер описали, як ефект Даннінга — Крюґера «припускає, що погані виконавці не в змозі розпізнати недоліки у своїй діяльності».

## Розуміння ефекту
Серед людей, що знають про існування ефекту, трапляється нерозуміння суті цього психологічного феномену. Перше хибне розуміння — що ефект діє лише на некомпетентних людях. Насправді ефект притаманний всім людям. По-перше, навіть спеціалісти в певній галузі є дилетантами в більшості інших галузей і можуть навіть не підозрювати цього. По-друге, навіть в рамках однієї галузі схильність до переоцінки свого рівня притаманна більшості людей, включно з людьми, що мають середній і навіть вищий за середній рівень компетенції, хоча в людей з вищим рівнем компетенції помилка в оцінці буде меншою. І лише невелика меншість, люди з найвищою компетенцією, може недооцінювати свій рівень.

## Цікаві факти
За дослідження ефекту Даннінг та Крюґер отримали Іґнобелівську премію за 2000 рік.